# Coll de Perilló
Coll de Perilló är ett bergspass i Spanien, på gränsen till Frankrike.   Det ligger i provinsen Província de Girona och regionen Katalonien, i den östra delen av landet, 600 km öster om huvudstaden Madrid. Coll de Perilló ligger 1 045 meter över havet.
Terrängen runt Coll de Perilló är kuperad åt sydväst, men åt nordost är den bergig. Coll de Perilló ligger uppe på en höjd.Runt Coll de Perilló är det glesbefolkat, med 8 invånare per kvadratkilometer. Närmaste större samhälle är Agullana, 12,8 km öster om Coll de Perilló. I omgivningarna runt Coll de Perilló växer i huvudsak blandskog.